# Alaimonema multicinctum
Alaimonema multicinctum är en rundmaskart som beskrevs av Nathan Augustus Cobb 1920. Alaimonema multicinctum ingår i släktet Alaimonema och familjen Axonolaimidae. Inga underarter finns listade i Catalogue of Life.